# 山川未菜
山川 未菜（やまかわ みいな、1997年4月3日 - ）は、日本のアイドル、タレントであり、Lucky Color'sのメンバーである。沖縄県出身。かつてはイトーカンパニーに所属していた。かつては横田 美菜（よこた みいな）名義で活動していた。

## 来歴
2010年2月21日に開催された「ITOH COMPANY × BLUE SEAL presents イトーカンパニー20周年企画 沖縄限定オーディション」（応募総数279名）に出場してグランプリを受賞し、同時に2010ブルーシールイメージガールに選ばれる。
沖縄のモデル事務所Color'sのティーンズモデルで、五人組アイドルユニットLucky Color'sが結成され、2010年12月18日にシングル「J・J/MAGIC」でCDデビューする。
2011年10月1日に公開の日本映画『天国からのエール』に出演。2012年9月1日に公開の映画、沖縄国際映画祭出品作品『ハイザイ〜神さまの言うとおり〜』に出演。
マザー牧場2012イメージガールに選ばれる。
2013年春に活動拠点を東京に移す。
2015年より、芸名を横田美菜から山川未菜に改名。
2018年、沖縄県うるま市の闘牛を舞台とした特撮ドラマ『闘牛戦士ワイドー』のヒロイン・伊波ユカリ役に抜擢された。

## 人物
妹に横田未来がいる。

## 出演

### テレビドラマ
- 仮面ライダー鎧武/ガイム（2013年 - 2014年 、テレビ朝日） - リカ 役
- 碧の海〜LONG SUMMER〜 第1話（2014年、東海テレビ） - 小館舞の友人 役[4]
- 闘牛戦士ワイドー（2018年、琉球放送） - 伊波ゆかり 役 ※ヒロイン[3]
- 闘牛戦士ワイドー2（2019年、琉球放送） - 伊波ゆかり 役

### 映画
- 天国からのエール（2011年）
- 仮面ライダー×仮面ライダー 鎧武&ウィザード 天下分け目の戦国MOVIE大合戦（2013年） - リカ 役
- ヴァンパイアの泪（2014年2月8日） - ナオミ 役
- ソフテン!（2014年 第6回沖縄国際映画祭パノラマスクリーニング出展作品） - 薩間真麻 役
- 劇場版 仮面ライダー鎧武 サッカー大決戦!黄金の果実争奪杯!（2014年） - リカ 役
- Only 4 you「ゆらい、ほしぼし、笑うまで」（2015年） - ゆかり 役 ※花影香音とのダブル主演[5]
- SHOOT X 霊撮ゲーム（2018年）
- いつも月夜に米の飯（2018年）

### ミュージックビデオ
- 木下百花（NMB48）「プライオリティー」（2016年）
- indigo la End「冬夜のマジック」（2017年）
- ゲスの極み乙女。「イメージセンリャク」（2018年）[6]

### プロモーションビデオ
- UVERworld「ALL ALONE」[7]